# Amberana marginata
Amberana marginata är en insektsart som först beskrevs av Jules Ferdinand Fallou 1890.  Amberana marginata ingår i släktet Amberana och familjen spottstritar.
Artens utbredningsområde är Madagaskar. Inga underarter finns listade i Catalogue of Life.